# كبريتيد البورون
كبريتيد البورون هو مركب كيميائي للبورون من فصيلة الكبريتيدات، له الصيغة الكيميائية B2S3، ويكون على شكل بلورات صفراء باهتة اللون.

## التحضير
يحضّر كبريتيد البورون من تفاعل بوريدات فلزات مثل الحديد أو المنغنيز مع كبريتيد الهيدروجين عند درجات حرارة تتجاوز 300 °س.
{\displaystyle \mathrm {2\ FeB\ +\ 4\ H_{2}S\ \longrightarrow \ B_{2}S_{3}\ +\ FeS\ +\ 4\ H_{2}} }
يمكن أن يحضر المركب من التفاعل المباشر بين بخار الكبريت والبورون اللابلوري، وكانت تلك الطريقة التي حضر فيها بيرسيليوس كبريتيد البورون لأول مرة سنة 1824.
{\displaystyle \mathrm {2\ B\ +\ 3\ S\ \longrightarrow \ B_{2}SO_{3}} }
كما يمكن تحضير كبريتيد البورون من تفاعل فلز البورون مع كبريتيد الهيدروجين:
{\displaystyle \mathrm {2\ B\ +\ 3\ H_{2}S\ \longrightarrow \ B_{2}S_{3}\ +\ 3\ H_{2}} }
وتلك الطريقة نشرها العالم فريدرش فولر في منشور علمي مع هنري سانت-كلير ديفل Henri Sainte-Claire Deville سنة 1858.

## الخواص
إن كبريتيد البورون عبارة عن مادة بلورية صلبة ذات لون أصفر باهت، وذات قابلية كبيرة للاسترطاب. يمكن أن تكون المادة على الشكل اللابلوري، والتي تكون نقطة انصهارها غير محددة، حيث أنها تبدأ بالتسامي عند حوالي 300 °س.
يكون للمادة البلورية بنية مستوية ثلاثية، تكون مرتبة على شكل حلقات من B3S3 وB2S2، بوجود روابط جسرية من الكبريت S، بحيث تتشكل بنية مستوية ثنائية الأبعاد، تكون المسافة بين طبقاتها حوالي 355 بيكومتر، وذلك على العكس من البنية ثلاثية الأبعاد التي يمتلكها ثلاثي أكسيد البورون.
تتفاعل المادة مع الماء بتقاعل حلمهة، كما تتفاعل مع الأمينات والثيولات (المركبتانات). من جهة أخرى، يتفاعل مركب كبريتيد البورون مع عنصر الكبريت عند درجات حرارة أعلى من 300 °س إلى كبريتيدات عليا من البورون، والتي تكون مؤلفة من وحدات من كبريتيد البوريد BS2، ولها الصيغة B8S16، والتي تكون شبيهة ببنية البورفين.

## الاستخدامات
يستخدم كبريتيد البورون في تفاعلات الاصطناع العضوي، حيث يقوم باختزال مجموعات السلفوكسيد إلى الثيولات المموافقة، كما يتفاعل مع الكيتونات إلى الثيوكيتونات الموافقة.
على سبيل المثال، عند تفاعل بنزوفينون مع كمية فائضة من كبريتيد البورون ينتج الثيون الموافق:
{\displaystyle \mathrm {B_{2}S_{3}\ +\ 3\ (C_{6}H_{5})_{2}C{=}O\ \longrightarrow \ B_{2}O_{3}\ +\ 3\ (C_{6}H_{5})_{2}C{=}S} }